# 에밀 발터
에밀 "에밀리오" 발터(독일어: Emil "Emilio" Walter; 1900년 4월 7일, 바덴-뷔르템베르크 주 포츠하임 ~ 1952년 3월 1일, 바덴-뷔르템베르크 주 포츠하임)은 독일의 전 축구 선수이다.
에밀리오 발터는 코스타 페란 장비상을 열기 위해 피게레스로 건너갔다. 피게레스는 에밀 발터가 공을 강하게 쏠 수 있다는 점을 알고 그가 훈련 경기에 참가할 수 있도록 허락했고, 1군의 수비로 기용했다. 주제프 조우 감독은 "그가 공을 찰 때마다 공기에 떨림이 있다. 한 경기에서 그는 아군 진역에서 프리킥을 시도했을 때 강하게 찬 공은 반대편 골문으로 들어갔다."고 말했다. 그 때부터 그는 엄청난 유명세를 타기 시작했고, 바르셀로나로 이적하여 1933년에 부상으로 축구화를 벗기 전까지 그 곳에서 활약했다.

바르셀로나의 1928년 코파 델 레이 우승 단체 사진이다. 아래줄: 폰스 (감독), 마스, 카스티요-투델라, 요렌스, 발터, 구스만, 카루야, 그리고 플러트코; 위줄: 피에라, 사스트레, 주제프, 아로차, 그리고 사히 바르바